# Flint (Michigan)
Flint é uma cidade localizada no estado de Michigan, Estados Unidos.
Situa-se 106 km a noroeste de Detroit e é cortada pelo rio Flint. Sua população, segundo o censo de 2006, é de cerca de 117 mil habitantes instalados numa área de 88 km², 229 m acima do nível do mar.
É a cidade natal de Michael Moore, Terry Crews e Kyle Kuzma.

## Problemas com a água
Os problemas com a água de Flint começaram em 2014: devido aos seus problemas financeiros, a cidade estava sob controle de um gestor nomeado pelo estado do Michigan, cuja missão principal era cortar e poupar dinheiro, para tentar pôr as contas em ordem. Como Flint era o município que mais pagava pelo consumo de água, foi tomada a decisão de se desligar do sistema de Detroit (que fica a cerca de 100 km para Noroeste) e passar a abastecer-se no rio Flint. Tudo para poupar dinheiro.
Porém a água do rio não era limpa: era altamente corrosiva para as velhas canalizações de Flint, que começaram a desfazer-se, lançando na água quantidades tóxicas de chumbo. Por isso a água fica espessa e com uma cor assustadora.
Não demorou para que os moradores começarem a se queixar de alergias na pele, dores de cabeça e até queda de cabelo - o que indicia uma intoxicação crônica por chumbo. Anemia, câncer e problemas neurológicos fazem parte do quadro de doenças causadas pelo envenenamento por chumbo.
Em Setembro de 2015, cientistas da universidade Virginia Tech descobriram que a água que saia das torneiras em Flint tinha tanto chumbo que já não era água – podia ser considerada “lixo tóxico”.
Obama declarou estado de emergência.